# إيمانويل بواتينغ (لاعب كرة قدم مواليد 1997)
ايمانويل بواتينغ (بالإنجليزية: Emmanuel Boateng)‏ هو لاعب كرة قدم غاني في مركز الهجوم، ولد في 17 يونيو 1997 في Akwatia ‏ في غانا. لعب مع هابوعيل تل أبيب.

## وصلات خارجية
- ايمانويل بواتينغ (لاعب كرة قدم) على موقع اتحاد تركيا (لاعب) (الإنجليزية)
- ايمانويل بواتينغ (لاعب كرة قدم) على موقع قاعدة بيانات كرة القدم.إي يو (الإنجليزية)
- ايمانويل بواتينغ (لاعب كرة قدم) على موقع Soccerbase.com (لاعب) (الإنجليزية)
- ايمانويل بواتينغ (لاعب كرة قدم) على موقع Soccerway.com (الإنجليزية)
- ايمانويل بواتينغ (لاعب كرة قدم) على موقع عالم كرة القدم.نت (الإنجليزية)